# Transformers (videojuego de 2004)
Transformers es un videojuego basado en la serie animada Transformers: Armada. Fue desarrollado por Atari Melbourne House, publicado por Atari y lanzado exclusivamente para PlayStation 2 en 2004. Aunque no es canon, cuyos poderes combinados otorgarán cualquier victoria de facción en la guerra para su planeta natal, Cybertron. El juego recibió críticas generalmente positivas.

## Desarrollo
Antes del lanzamiento, el juego se tituló Transformers Armada: Prelude to Energon. El debut mundial de la demostración de Transformers de PlayStation 2 ocurrió en TransformerScon el 12 al 13 de marzo de 2004. En septiembre de 2005, Atari lanzó un corte de directores del juego exclusivamente en Europa. Esta versión incluye varios clips y comerciales de películas "Making of" en el disco del juego. Se incluyó un demo jugable en el disco para Driv3r. La banda australiana Regurgitator proporcionó la banda sonora al juego. La canción "Wishbone" de la banda Dropbox se usó para promover el juego.

## Recepción
El juego recibió revisiones "generalmente favorables", según el agregador de reseñas Metacritic.  GamesPot lo llamó el mejor juego de PlayStation 2 de mayo de 2004.